# Área de projeto
No sistema de ensino em Portugal, área de projecto foi uma área não disciplinar onde os alunos deveriam desenvolver um projecto em todas as suas fases de concretização e avaliação do mesmo.
Em termos históricos, veio substituir a chamada "área escola", que não tinha tempo atribuído no horário dos alunos.
E é onde os alunos trabalhavam em conjunto.
O último ano lectivo que foi leccionada foi 2010/2011. Uma das primeiras medidas do ministro da educação Nuno Crato, foi terminar com esta área curricular não disciplinar.